# Jošio Watanabe
Jošio Watanabe (japonsky 渡辺 義雄, Watanabe Jošio, 21. dubna 1907 prefektura Niigata – 21. července 2000) byl japonský fotograf a průkopník zpravodajské fotografie. Je držitelem ocenění Japonské fotografické společnosti z roku 1957.

## Životopis
Narodil se 21. dubna 1907 v Sanjo-cho, v prefektuře Niigata (současné město Sanjo). V roce 1925 vstoupil na fotografickou školu Koniši (později Tokijská fotografická škola). V roce 1928 promoval na Tokijské vysoké škole fotografie (nyní na Polytechnické univerzitě v Tokiu). Pracoval jako inženýr pro „Orientální fotografický průmysl“ („Osha“, nyní Cyber Graphics) po dobu 6 let. V roce 1930 se účastnil „Emerging Photography Study Group“ od Senichi Kimury. V roce 1931 se stal členem reklamního oddělení Oriental Photo Industry Advertising a podílel se na fotografování a úpravách pro Photo Times. V éře orientálního fotoprůmyslu Hiroshi Sugaya sloužil jako asistent. Fotografoval Ochanomizu, která byla v té době tématem moderní architektury, s návrhem uměleckého kritika Takaho Itagakiho a architekta Sumi Horiguchi. S kolegou Šigerem Tamurou založil v roce 1935 v Ginze v prefektuře Tokio studio pro reklamu a jinou fotografii.
Před válkou se proslavil snímky pomocí malých fotografických kamer, jako je Leica. Pracoval pro časopis „NIPPON“. Působil také v Mezinárodní tiskové asociaci. Stal se průkopníkem zpravodajských fotografů. Po válce se stal předním odborníkem na architektonickou fotografii s využitím velkých fotografických kamer a vynikajícím pedagogem fotografie. Je čestný občanem města Sanjo.
Přišel o všechny předválečné negativy a tisky během náletu v Tokiu. V roce 1950, po válce, se stal zakladatelem a prezidentem „Japonské asociace fotografů“ a od roku 1958 byl předsedou 23 let. V roce 1958 se stal profesorem na Nihon University College of Art, Katedra fotografie, pod vedením Šigenori Kanamaru. V roce 1956 působil jako předseda výkonného výboru pro japonské turné výstavy Lidská rodina Edwarda Steichena. Kromě toho se od prvního otevření v roce 1990 stal ředitelem Metropolitního muzea fotografie v Tokiu. Působil jako „prezident Japonské společnosti pro fotografii“, „prezident Japonské fotografické asociace“, „čestný ředitel salonu Nikon“, „prezident Japonské asociace novinářské fotografie“ a „zástupce Japonské asociace pro autorská práva“. Mezi ceny a ocenění patří „Cena Japonské společnosti fotografů“, „Cena ministra školství za výtvarné umění“, „Ministra mezinárodního obchodu a průmyslu“, „Cena za zásluhy“, „Akira Murasaki“ nebo „Cena třetího řádu“. Ve světě japonských fotografů je známý po celém světě jako mistr po boku Kimury Ihei.

## Ocenění
- Japonská fotografická společnost (1957)
- Šidžuhóšó (1972)
- Bunka Koroša (1990)